# كارول وليامز (عازفة الأرغن)
كارول وليامز (بالإنجليزية: Carol Williams)‏ هي عازفة الأرغن أمريكية، ولدت في 1962 في بريطانيا العظمى في المملكة المتحدة.

## وصلات خارجية
- الموقع الرسمي
- كارول وليامز على موقع ميوزك برينز (الإنجليزية)